# جوزف مارسل
جوزف مارسل (انگلیسی: Joseph Marcell؛ زادهٔ ۱۴ اوت ۱۹۴۸) هنرپیشه اهل انگلستان است.
از فیلم‌ها یا برنامه‌های تلویزیونی که وی در آن نقش داشته‌است می‌توان به آزادی را فریاد کن اشاره کرد.